# Стшемечне-Олекси
Стшемечне-Олекси (пол. Strzemieczne-Oleksy) — село в Польщі, у гміні Млинаже Маковського повіту Мазовецького воєводства.
Населення — 69 осіб (2011).
У 1975-1998 роках село належало до Остроленцького воєводства.

## Демографія
Демографічна структура станом на 31 березня 2011 року:
|          | Загалом | Допрацездатний вік | Працездатний вік | Постпрацездатний вік |
| -------- | ------- | ------------------ | ---------------- | -------------------- |
| Чоловіки | 38      | 4                  | 27               | 7                    |
| Жінки    | 31      | 8                  | 13               | 10                   |
| Разом    | 69      | 12                 | 40               | 17                   |